# Marcopolo SA
Marcopolo är ett brasilianskt företag bildat 1949 som tillverkar bussar. Marcopolos huvudkontor ligger i Caxias do Sul, södra Brasilien.
Enligt Bussmagasinet.se är Marcopolo en av världens sex största busstillverkare. Marcopolo har anläggningar i Argentina, Colombia, Mexiko, Kina, Indien, Egypten och Sydafrika, förutom fyra fabriker i Brasilien.